# Signalni rak
Signalni rak (lat. Pacifastacus leniusculus) je sjevernoamerička vrsta raka koja je u drugoj polovici 20. stoljeća uvezena u Europu. Danas je prisutna u čak 27 europskih država i najraširenija je invazivna vrsta raka.

## Opis
Vrsta je ime dobila po intenzivnom plavom obojenju na kliještima po kojem se lako razlikuje od autohtonih vrsta rakova.

## Invazivna vrsta
Signalni rak je 1970-ih i 80-ih uveden u mnoge europske države, ali i u savezne države Kaliforniju, Nevadu i Utah. Uz agresivno i kompetitivno ponašanje u borbi za resurse, vrsta je i prijenosnik gljivice Aphanomyces astaci na koju je otporna, a koja kod autohtonih vrsta uzrokuje račju kugu.
U Hrvatskoj je vrsta prvi puta zabilježena 2008. godine u rijeci Muri, a do danas se proširila i na Dravu i Koranu. Brzina širenja signalnog raka u rijeci Korani je oko 2 km godišnje. Ako se širenje ne stavi pod kontrolu, zavičajne vrste potočni rak (Austropotamobius torrentium), riječni rak (Astacus astacus) i uskoškari rak (Astacus leptodactylus) mogle bi nestati.